# Ameerega picta
Ameerega picta är en groddjursart som först beskrevs av Bibron in Tschudi 1838.  Ameerega picta ingår i släktet Ameerega och familjen pilgiftsgrodor. IUCN kategoriserar arten globalt som livskraftig. Inga underarter finns listade i Catalogue of Life.